# 역주♡아이돌
〈역주♡아이돌〉(일본어: 逆走♡アイドル)는 일본의 걸 그룹 에비스 마스캇츠가 발표한 8번째 싱글 앨범이다.
전작과 마찬가지로 센터 제도를 적극 활용하여 노래를 잘 부르지 못하는 단점을 극복하기 위해서 제작진에게 지목을 받게 된 그룹의 중견멤버인 요시자와 아키호가 단독센터로 선정되어 보컬파트가 많아졌다.  
뮤직 비디오는 총 3가지 버전이 존재하는데 노래 시작전에 나오는 미니 다큐형식의 8분짜리 버전과 미니 다큐를 편집한 노멀 버전, 댄스 버전의 세가지가 준비되어 있다.
또한 해당곡은 에비스 마스캇츠 사상 최고의 인기를 얻은 곡으로써 오리콘 챠트 7위에 올랐다. 이는 오리콘 챠트의 8위를 차지한 첫 앨범인 바나나 망고 하이스쿨보다 한 단계 높은 순위로 기록되었다.

## 수록곡

### 초회한정판A
초회 한정판 A의 커플링 곡은 지난 7번째 싱글앨범인 불효 베이베의 커플링 곡인 구구댄스를 불렀던 나가사쿠 아이리, 사토미 유리아, 아오이 소라, 오가와 아사미, 쿠리야마 무이의 5명으로 구성된 유닛 〈나가사쿠 아이리 with 팟파라걸즈〉가 불렀다. 참고로 본 싱글의 커플링 노래 세 곡중에서 유일하게 뮤직비디오가 제작되지 않았다.
| #  | 제목                                         | 작사   | 작곡       | 편곡       | 재생 시간 |
| -- | -------------------------------------------- | ------ | ---------- | ---------- | --------- |
| 1. | 〈〈역주♡아이돌〉〉 (逆走♡アイドル)          | Maccoi | Jam & Lice | Jam & Lice | 4:29      |
| 2. | 〈〈아이우에오 나이트〉〉 (あいうえおナイト) | Maccoi | Jam & Lice | Jam & Lice | 3:35      |
| 3. | 〈〈역주♡아이돌〉〉 (original karaoke)       | Maccoi | Jam & Lice | Jam & Lice | 4:28      |
| 4. | 〈〈아이우에오 나이트〉〉 (original karaoke) | Maccoi | Jam & Lice | Jam & Lice | 3:33      |

### 초회한정판B
초회 한정판 B에는 커플링 곡인 나이칭게일의 뮤직비디오가 수록되어 있으며 해당 곡은 카스미 카호와 키시 아이노가 결성한 2인조 듀엣인 나이팅게일이 불렀다. 또한 이 두 사람은 지난 싱글의 커플링곡인 두근두근 수학여행에 참여했던 적이 있었다. 곡명의 유래는 남성의 성기를 뜻하는 일본어인 칭코를 비유적으로 갖다 붙인것으로 추정된다.
| #  | 제목                                   | 작사   | 작곡       | 편곡       | 재생 시간 |
| -- | -------------------------------------- | ------ | ---------- | ---------- | --------- |
| 1. | 〈〈역주♡아이돌〉〉 (逆走♡アイドル)    | Maccoi | Jam & Lice | Jam & Lice | 4:29      |
| 2. | 〈〈나이칭게일〉〉 (ナイチンゲール)    | Maccoi | Jam & Lice | Jam & Lice | 3:26      |
| 3. | 〈〈역주♡아이돌〉〉 (original karaoke) | Maccoi | Jam & Lice | Jam & Lice | 4:28      |
| 4. | 〈〈나이칭게일〉〉 (original karaoke)  | Maccoi | Jam & Lice | Jam & Lice | 3:23      |

### 초회한정판C/통상판
초회 한정판 C에는 커플링 곡인 겨울링*먼로의 뮤직비디오가 수록되어 있으며 멤버 전원이 참여하였다. 이 곡도 타이틀곡과 마찬가지로 요시자와 아키호가 센터를 담당했다.
| #  | 제목                                   | 작사   | 작곡       | 편곡       | 재생 시간 |
| -- | -------------------------------------- | ------ | ---------- | ---------- | --------- |
| 1. | 〈〈역주♡아이돌〉〉 (逆走♡アイドル)    | Maccoi | Jam & Lice | Jam & Lice | 4:29      |
| 2. | 〈〈겨울링*먼로〉〉 (冬リン＊モンロー) | Maccoi | Jam & Lice | Jam & Lice | 4:45      |
| 3. | 〈〈역주♡아이돌〉〉 (original karaoke) | Maccoi | Jam & Lice | Jam & Lice | 4:28      |
| 4. | 〈〈겨울링*먼로〉〉 (original karaoke) | Maccoi | Jam & Lice | Jam & Lice | 4:43      |

## 같이 보기
- 에비스 마스캇츠
- 에비스 마스캇츠의 콘서트 투어 목록
- 오네다리 마스캇토SP!